# Plectris brittoni
Plectris brittoni är en skalbaggsart som beskrevs av Frey 1967. Plectris brittoni ingår i släktet Plectris och familjen Melolonthidae. Inga underarter finns listade i Catalogue of Life.